# لارس ياكوبسن
لارس ياكوبسين (بالدنماركية: Lars Jacobsen)‏ (مواليد 20 سبتمبر 1979 في أودنسه - الدنمارك) لاعب كرة قدم دنماركي يلعب حاليا لصالح نادي الدرجة الممتازة بلاكبيرن روفرز الإنجليزي منذ 2009 في مركز الظهير الأيمن .

## مسيرته الكروية
لعب لارس ياكوبسن خلال مسيرته الاحترافية مع 8 أندية في واحد وعشرون موسمًا وسجل خلالها 8 أهداف ضمن 423 مباراة. حيث فاز في ثلاثة مواسم بالكأس وفي أربعة مواسم بالدوري.
خاض لارس ياكوبسن مسيرته مع نادي أودنسه في موسم 1996–97 ليلعب معه ستة مواسم، مشاركًا في 111 مباراة سجل خلالها هدفين. ثم انتقل إلى نادي هامبورغ في موسم 2002–03 ولمدة موسمين، حيث شارك في 22 مباراة سجل خلالها هدفًا واحدًا. لينتقل بعدها إلى نادي كوبنهاغن في موسم 2003–04 في المرة الأولى ليلعب معه أربعة مواسم ثم في موسم 2011–12 واستمر معه طيلة ثلاثة مواسم، مشاركًا طوالها في 184 مباراة سجل خلالها 4 أهداف. ثم انتقل إلى نادي نورنبرغ في موسم 2007–08 لمدة موسم واحد، مشاركًا في 7 مباريات ولم يسجل أي هدف. هذا وانتقل لاحقًا إلى نادي إيفرتون في موسم 2008–09 لمدة موسم واحد، مشاركًا في 5 مباريات ولم يسجل أي هدف أيضًا. ثم انتقل بعدها إلى نادي بلاكبيرن روفرز في موسم 2009–10 لمدة موسم واحد، مشاركًا في 13 مباراة ولم يسجل أي هدف أيضًا. ليعود وينتقل من جديد، لكن هذه المرة إلى نادي وست هام يونايتد في موسم 2010–11 لمدة موسم واحد، مشاركًا في 24 مباراة ولم يسجل أي هدف أيضًا. لينتقل بعدها إلى نادي غانغون في موسم 2014–15 ولمدة موسمين، مشاركًا في 57 مباراة سجل خلالها هدفًا واحدًا.

## روابط خارجية
- لارس ياكوبسن على موقع الاتحاد الدولي (مؤرشف)  (الإنجليزية)
- لارس ياكوبسن على موقع الاتحاد الأوربي (الإنجليزية)
- لارس ياكوبسن على موقع قاعدة بيانات كرة القدم.إي يو (الإنجليزية)
- لارس ياكوبسن على موقع بيانات كرة القدم. دي إي (الألمانية)
- لارس ياكوبسن على موقع ناشيونال فوتبول تيمز (الإنجليزية)
- لارس ياكوبسن على موقع Soccerbase.com (لاعب) (الإنجليزية)
- لارس ياكوبسن على موقع Soccerway.com (الإنجليزية)
- لارس ياكوبسن على موقع عالم كرة القدم.نت (الإنجليزية)
- لارس ياكوبسن على موقع كووورة
- لارس ياكوبسن على موقع AS.com (الإسبانية)